# Johann Philipp Krieger
Johann Philipp Krieger   (Nuremberg, 25 de febrer de 1649 - Weißenfels, 6 de febrer de 1725) va ser un compositor i organista barroc alemany. Era el germà gran de Johann Krieger.
Els germans Krieger provenien d'una família de fabricants de tapisseries de Nuremberg. Segons la publicació Ehren-Pforte, einer de Grundlage, de Johann Mattheson, Johann Philipp va començar a estudiar el teclat als 8 anys, amb Johann Drechsel (alumne del cèlebre Johann Jakob Froberger) i altres instruments al mateix temps, amb Gabriel Schütz. Aparentment era un estudiant dotat, mostrava un to absolut i una sensació per a la música de teclat: segons Mattheson, ja després d'un any d'estudis va poder impressionar públics nombrosos i componia àries atractives. Johann Philipp aviat va marxar de Nuremberg a Copenhaguen, on va passar uns quatre o cinc anys, estudiant orgue amb Johann Schröder, l'organista reial, i composició amb Kaspar Förster. Es desconeixen les dates precises de la seva estada a Copenhaguen: Mattheson informa del 1665 al 1670, però Johann Gabriel Doppelmayr, autor d'un volum biogràfic de 1730 sobre famosos residents de Nuremberg, va afirmar que Johann Philipp va romandre a Copenhaguen entre 1663 i 1667. Durant la seva estada, sempre que es va produir, a Johann Philipp se li va oferir una invitació a organitzar-se a Christiania (ara Oslo, Noruega).
Mattheson i Doppelmayr també difereixen dels detalls de la carrera posterior de Johann Philipp. Ell i el seu germà, evidentment, van passar un temps a Zeitz, estudiant composició, i també van anar a Bayreuth, on Johann Philipp va esdevenir organista de la cort, i després va ascendir al rang de Kapellmeister, Johann succeint-lo com a organista de la cort. Tot i això, les dates precises tornen a ser desconegudes. Doppelmayr dona 1669-70 per a la seva estada a Bayreuth, mentre que Mattheson informa confús que Johann Philipp va estar a Zeitz el 1670–71, i a Bayreuth el 1670–72. Les investigacions han demostrat que els registres cívics de Zeitz no contenen esment de cap germà, i els registres de Bayreuth llisten a Johann Philipp com a organista de la cort el 1673, complicant encara més l'assumpte.
Johann Philipp encara treballava a Bayreuth el 1673, quan el marcgravi Cristià II va marxar a lluitar durant la guerra franco-holandesa. Després d'això, el compositor va rebre el permís per viatjar a Itàlia sense pèrdua de sou. Va romandre a Venècia, estudiant amb Johann Rosenmüller (composició) i Volpe (teclat), i després a Roma, on els seus professors van ser Abbatini (composició) i Psquini (teclat i composició). El 1675 Johann Philipp va anar a Viena, aleshores una de les capitals musicals més importants d'Europa, on va actuar per a l'emperador Leopold I. L'emperador va ser un conegut patró de les arts i compositor; al sentir l'actuació de Krieger, es va quedar prou impressionat per ennoblir a ell i a tots els seus germans i germanes.
Johann Philipp va tornar després a Bayreuth, i poc després va viatjar a Frankfurt i Kassel. Se li van oferir invitacions de treball a les dues ciutats, però van declinar les dues, o les van mantenir durant molt poc temps. El 2 de novembre de 1677, Johann Philipp va treballar com a organista judicial a Halle. El duc August va morir el 1680 i el va succeir el seu germà, Johann Adolf I, que va traslladar la cort a Weißenfels. Johann Philipp va anar amb ell com a Mestre de capella, i aquest va ser el seu darrer càrrec: el va mantenir durant 45 anys, fins a la seva mort. L'establiment musical del tribunal es va convertir aviat en un dels més grans d'Alemanya. Dos anys després que Johann Philipp es traslladés a Weißenfels, el seu germà Johann es traslladà a Zittau, de manera similar per acceptar un càrrec que ocuparia durant diverses dècades fins a la seva mort.
Johann Philipp va ser un compositor prolífic i va proporcionar a la cort de Weißenfels infinitat d'obres sagrades i seculars, incloent unes 2.000 cantates, almenys 18 òperes, trio-sonates, etc. També va tenir nombroses obres d'altres compositors interpretades a la cort i va conservar una catàleg de totes les peces que va interpretar. Va publicar activament la seva pròpia música: un conjunt de sonates trio va aparèixer el 1688, que va ser seguit per una altra, després una col·lecció de música per a instruments de vent, etc. Malauradament, es van perdre nombroses obres: per exemple, de les 2.000 cantates només 76 n'existeixen. Aquest és el cas de la música del seu germà: centenars de les seves composicions figuren al catàleg de Johann Philipp, però poques perviuen. Johann Philipp va morir el 1725. Va ser succeït com a "Weißenfels Kapellmeister" pel seu fill, Johann Gotthilf, fins al 1736.

## Selecció d'obres
- Col·leccions de música de Krieger publicades .
- 12 suonate (Nuremberg, 1688): sonates de trio per a dos violins i baix continu
- Auserlesene in denen dreyen Sing-Spielen Flora, Cecrops und Procris enthaltene Arien (Nuremberg, 1690): primer volum d'àries
- Auserlesene Arien anderer Theil (Nuremberg, 1692): segon volum d'àries
- 12 suonate (Nuremberg, 1693): sonates de trio per a violí, violó baix i continu basso
- Musicalischer Seelen-Friede (Nuremberg, 1697): 20 cantates per a solista i 1-2 violins (obligato / ad lib)
- Lustige Feld-Music (Nuremberg, 1704): obres per a 4 instruments de vent